# 호모바닐릴 알코올
호모바닐릴 알코올(영어: homovanillyl alcohol)은 하이드록시티로솔의 대사산물로, 신경전달물질인 도파민의 대사 과정에서의 대사 중간생성물이다.

## 같이 보기
- 호모바닐산